# Gościce
Gościce (deutsch Gostitz, 1936–1945 Gostal) ist ein Ort in der Stadt- und Landgemeinde Paczków (Patschkau) im Powiat Nyski der Woiwodschaft Opole (Oppeln) in Polen.

## Geographie

Blick vom Hohen Stein auf Gościce

Das Waldhufendorf Gościce liegt am Nordrand des Reichensteiner Gebirges (Góry Złote / Rychlebské hory) an der Landesgrenze zu Tschechien, etwa vier Kilometer südlich von Paczków, 27 Kilometer von Nysa (Neisse) und  83 Kilometer südwestlich Opole. Nordöstlich verläuft die Droga wojewódzka 382.
Nachbarorte sind Unikowice (Heinzendorf) und Stary Paczków (Alt Patschau) im Nordosten, Ujeździec (Geseß) im Osten, Lisie Kąty (Fuchswinkel) und Dziewiętlice (Heinersdorf) im Südosten und Kamienica (Kamitz) im Nordwesten. Jenseits der Grenze zu Tschechien liegen Horní Hoštice (Ober Gostitz) und Javorník (Jauernig).

## Geschichte

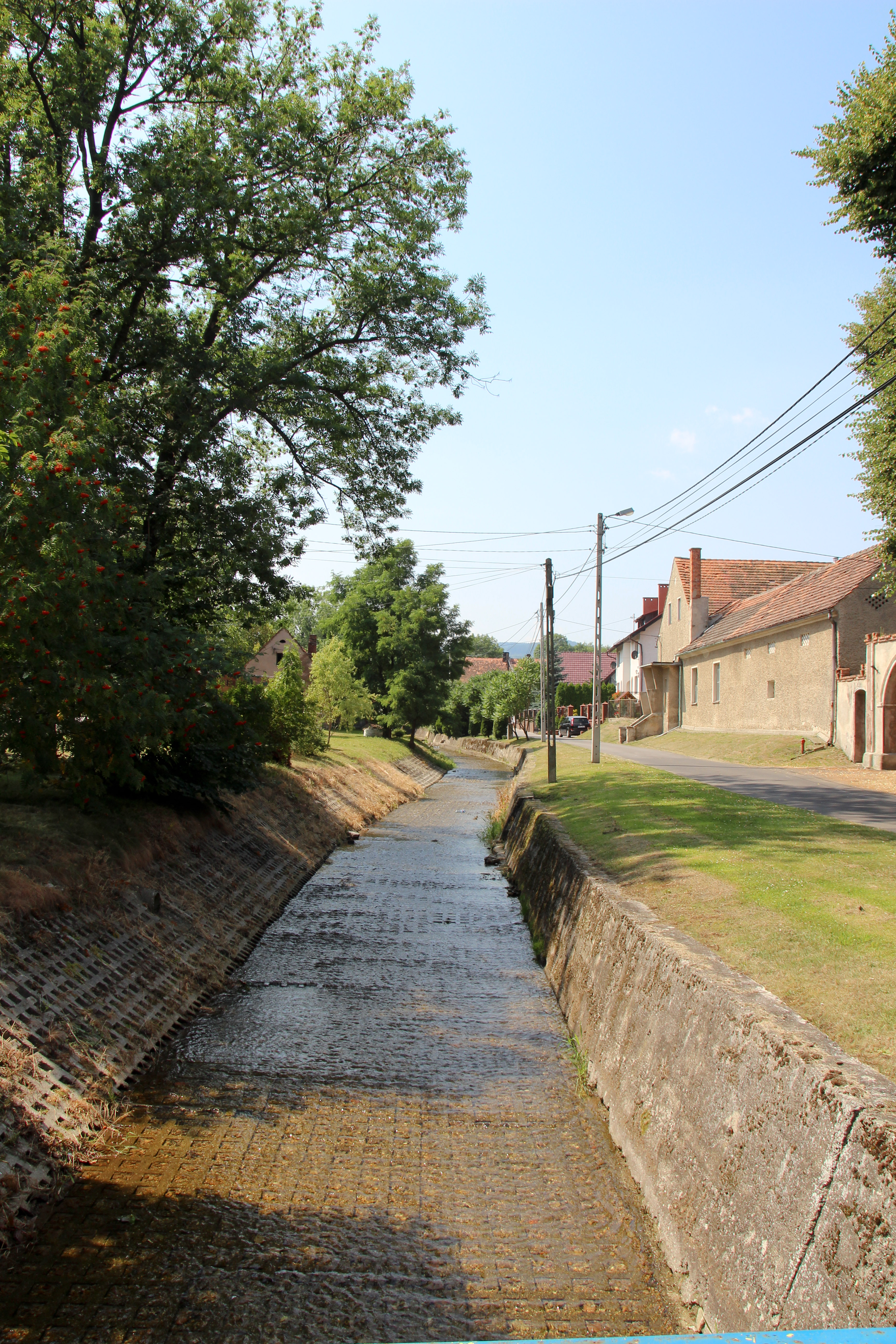
Tarnawka in Gościce

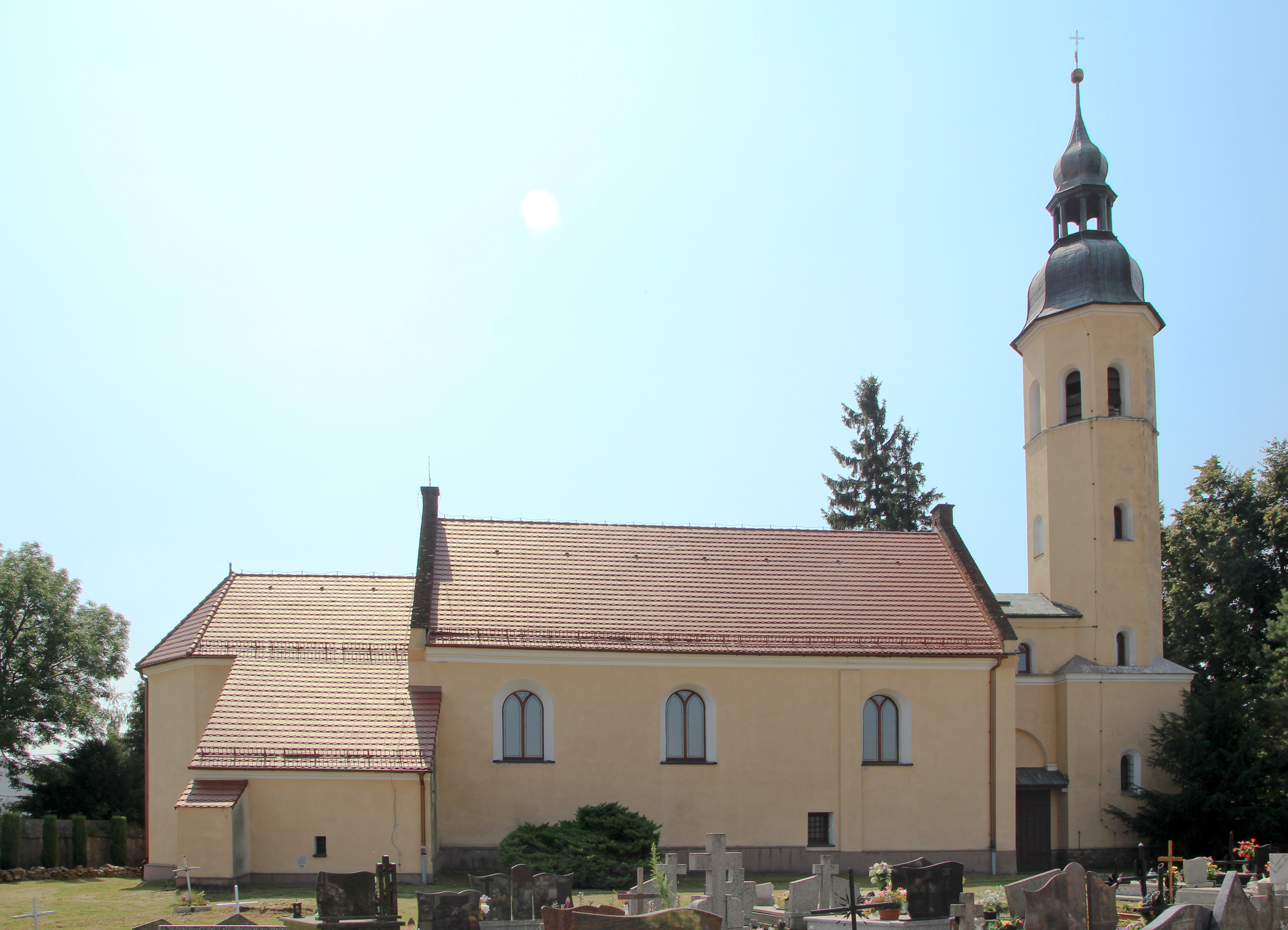
St.-Nikolaus-Kirche

Siedler aus Unterfranken gründeten das spätere Gostitz beiderseits des Tarnow-Baches, der zunächst als Tarnau, später als Gos bezeichnet wurde, nach Deutschem Recht. Erstmals urkundlich erwähnt wurde es als „Gostzeczna“ 1295 im Breslauer Zehntregister Liber fundationis episcopatus Vratislaviensis. Damals bestand es aus 27 Häusern, einer Scholtisei, einer Schänke und einer Mühle.
Es gehörte von Anfang an zum Fürstentum Neisse, in dem ab 1290 die Breslauer Bischöfe neben der geistlichen auch die weltliche Macht ausübten. 1342 war es zusammen mit dem Fürstentum Neisse unter Bischof Preczlaw von Pogarell als ein Lehen an die Krone Böhmen gelangt. Die Schreibweise „Gostitz“ ist für das Jahr 1425 belegt. Im Dreißigjährigen Krieg verwüsteten 1641/42 Schwedische Truppen den Ort.
Nach dem Ersten Schlesischen Krieg, als 1742 der größte Teil Schlesiens an Preußen fiel, musste auch das Fürstentum Neisse geteilt werden. Durch die Grenzziehung wurde auch Gostitz in zwei etwa gleich große Teile getrennt. Der nördliche Teil gelangte nun an Preußen, während das südlich gelegene Ober-Gostitz bei Böhmen verblieb und nun zu Österreichisch-Schlesien gehörte.
Nach der Säkularisation des Fürstentums Neisse 1810 wurde die weltliche Herrschaft der Breslauer Bischöfe über den preußischen Anteil von Gostitz beendet, während Ober-Gostitz / Horní Hoštice weiterhin dem Breslauer Bischof unterstand. Mit der Neugliederung Schlesiens 1813 wurde Gostitz, das bis dahin zum Regierungsbezirk Breslau gehörte, dem Regierungsbezirk Oppeln eingegliedert. Ab 1816 gehörte es zum neu errichteten Landkreis Neisse, mit dem es bis 1945 verbunden blieb. 1845 bestanden im Dorf eine Scholtisei, eine katholische Pfarrkirche, eine katholische Schule und 118 weitere Häuser. Von den damals 650 Einwohnern war einer evangelisch. 1855 lebten 660 Bewohner in Gostitz. 1865 bestand das Dorf Gostitz aus einer rittermäßigen Scholtisei mit 42 Bauern, 22 Gärtner-, 31 Häuslerstellen, drei Wassermühlen, einer Ziegelei, einer Brennerei zwei Gastwirtschaften. Zusammen mit den Landgemeinden Fuchswinkel, Heinzendorf, Kamitz und Kosel sowie den gleichnamigen Gutsbezirken gehörte Gostitz ab 1874 zum Amtsbezirk Patschkau. 1885 zählte Gostitz 638 Einwohner. 1933 lebten 489 Menschen im Gostitz.
Am 18. August 1936 wurde Gostitz im Zuge einer Welle von Ortsumbenennungen der NS-Zeit in Gostal umbenannt. Für 1937 sind belegt: fünf Gärtner#Der Gärtner alsKleinbauer|Gärtner, zwei Mühlen, neun Häusler, 14 Bauerngüter, ein Bäcker, ein Fleischer, zwei Gasthöfe, vier Gemischtwarenläden, ein Sattler, eine Schmiede, zwei Schneider, drei Schuhmacher und zwei Tischler. 1939 wurden 488 Einwohner gezählt.
Als Folge des Zweiten Weltkriegs fiel Gostal 1945 mit dem größten Teil Schlesiens unter polnische Verwaltung, wurde in Gościce umbenannt und der Woiwodschaft Schlesien angeschlossen. Die deutsche Bevölkerung wurde – soweit sie nicht vorher geflohen war – weitgehend vertrieben. 1950 wurde Gościce der Woiwodschaft Opole eingegliedert. Seit 1999 gehört es zum  Powiat Nyski.

## Sehenswürdigkeiten
- Die römisch-katholische Nikolauskirche (Kościół św. Mikołaja) wurde zwischen 1326 und 1370 als Wehrkirche errichtet. Im 18. Jahrhundert wurde sie im Stil des Barock umgebaut. Das Gebäude steht seit 1950 unter Denkmalschutz.[9]
- Steinernes Wegekreuz

## Bevölkerungsentwicklung
1784: 475 Einwohner,

1845: 650 Einwohner,

1895: 522 Einwohner,

1936: 489 Einwohner,

2006: 470 Einwohner,

2009: 466 Einwohner

## Vereine
- Fußballverein LZS Gościce
- Freiwillige Feuerwehr OPS Gościce